# Amis
Denna artikel handlar om språket.  För författarna Amis, se Kingsley Amis och Martin Amis.
Amis är ett formosanskt språk inom den austronesiska språkfamiljen, som talas bland det taiwanesiska Amisfolket längs Taiwans östkust, från Hualien till Taitung. Språkets närmaste släktspråk är sakizaya.. Amisfolket är den största aboriginala folkgrupp (37,1 % av hela ursprungsbefolkningen). Antal talare är 108 200.
Språkets inhemska namn är pangcah. På kinesiska kallas det för 阿美語 (āmĕiyŭ). Det har erkänts som ett nationalspråk i Taiwan sedan 2017.
Språket skrivs med latinska alfabetet.

## Fonologi

### Konsonanter
|                  | Bilabial | Labiodental | Alveolar | Palatal | Velar | Faryngal | Glottal |
| ---------------- | -------- | ----------- | -------- | ------- | ----- | -------- | ------- |
| Klusil           | p        |             | t        |         | k     | ʡ        | ʔ       |
| Affrikat         |          |             | ts       |         |       |          |         |
| Frikativ         |          | v           | s        |         | (ɣ)   | ʜ        |         |
| Nasal            | m        |             | n        |         | ŋ     |          |         |
| Tremulant        |          |             | r        |         |       |          |         |
| Lateral frikativ |          |             | ɮ        |         |       |          |         |
| Lateral flapp    |          |             | ɺ        |         |       |          |         |
| Approximant      | w        |             |          | j       |       |          |         |

Källa:

### Vokaler
|        | Främre | Bakre |
| ------ | ------ | ----- |
| Sluten | i      | u     |
| Öppen  | a      | a     |

Källa: